# Pangrapta acolesis
Pangrapta acolesis là một loài bướm đêm trong họ Erebidae.